# 五月二十五日城
五月二十五日城（西班牙語：／25 de mayo，意譯：5月25日）是阿根廷布宜諾斯艾利斯省正中的市鎮，人口3.5萬，面積4,769平方公里。

## 語源

五月二十五日城在布宜諾斯艾利斯省的位置

「Veinticinco de Mayo」在西班牙語解作「5月25日」，本市鎮以此命名，是紀念阿根廷五月革命發展至1810年5月25日，布宜諾斯艾利斯市民推翻西班牙統治，建立首個獨立政府。

## 歷史
五月二十五日城在1836年11月8日建城。

## 外部連結
- 五月二十五日城政府網

35°25′S 60°10′W / 35.417°S 60.167°W